# LUXUS
LUXUS er det andet studiealbum fra det danske band Johnny Deluxe. Det blev udgivet i 2005 og indeholder bl.a. sangene "Det Du Gør" og "Drenge Som Mig", hvor Gry Trampedach rapper. Derudover indeholder det en coverversion af Kim Larsens sange "Joanna", som oprindeligt blev udgivet på hans debutalbum Værsgo i 1973.
Albummet toppede Hitlisten som #1 og solgte platin i Danmark. ligesom forgængeren fik albummet kun to ud af seks stjerner i musikmagasinet GAFFA. Albummet solgte 14.000 eksemplarer, hvilket var væsentligt under det foregående album.

## Spor
1. "Det Du Gør"
2. "Luksusliv"
3. "Drenge Som Mig" (featuring Gry Trampedach)
4. "Forfør Mig"
5. "Paranoia"
6. "På Standby"
7. "Du Ligner En Million"
8. "Everybody's Dancing"
9. "En For Alle"
10. "Sidste Sang Om Dig"
11. "Joanna" (Kim Larsen cover)
12. "Sig Mit Navn"